# 許願大暴走上集
〈許願大暴走上集〉（英語：Finn the Human）是《探險活寶》第五季的第1集。在卡通頻道2012年11月12日播出。本集以阿寶和老皮為主角。在這一集裡，阿寶和老皮追陰魔王穿越了多元宇宙傳送門，來到時間室，他們遇見願望神少年啪告訴他們，陰魔王希望所有生命滅絕，為了挽回宇宙中所有生命，阿寶許下陰魔王從來不存在的願望。阿寶穿越到另一個平行宇宙，在那他是一個正常人，在一個農場與他的家人一起生活，而平行宇宙的老皮也只是一隻普通的狗。在平行宇宙的現實中，阿寶發現一個神奇的冰冠，他用它來償還家庭的債務。之後戴他頭上後奇蹟地充滿冰雪力量。